# IC 5276
IC 5276 ist eine linsenförmige Galaxie vom Hubble-Typ S0/a im Sternbild Pegasus am Nordsternhimmel. Sie ist schätzungsweise 449 Millionen Lichtjahre von der Milchstraße entfernt und hat einen Durchmesser von etwa 90.000 Lichtjahren. 

Im selben Himmelsareal befindet sich u. a. die Galaxie IC 5274.
Das Objekt wurde am 3. November 1896 von Stéphane Javelle entdeckt.